# Tetraneuronemertes
Tetraneuronemertes är ett släkte av slemmaskar som beskrevs av Sundberg, Gibson och Embrik Strand 2007. Tetraneuronemertes ingår i ordningen Hoplonemertea, klassen Enopla, fylumet slemmaskar och riket djur.
Släktet innehåller bara arten Tetraneuronemertes lovgreni.